# Jared Ambrose
Jared Ambrose (Pointe-à-Pitre, 22 januari 2002) is een Frans basketballer.

## Carrière
Ambrose speelde in de jeugd van BCM Gravelines-Dunkerque en maakte zijn debuut voor de eerste ploeg in het seizoen 2020/21. Hij speelde de volgende twee seizoenen niet meer voor de eerste ploeg maar voor de beloftenploeg. In 2023 maakte hij de overstap naar de Belgische eersteklasser Brussels Basketball, hij tekende ook bij voor het seizoen 2024/25. In 2025 verlengde hij zijn contract voor twee extra jaren bij Brussels.